# Parque Olímpico Paraguayo
Le Parque Olímpico Paraguayo (en français : Parc olympique paraguayen) est situé près de l' Autopista Ñu Guasu, à Luque, à Asuncion et a été inauguré le 2 juin 2017.
Il comprend une piste d'athlétisme et le centre national olympique.